# Speedcubing-Weltmeisterschaften 2017
Die 9. Speedcubing-Weltmeisterschaften wurden vom 13. bis 16. Juli 2017 in Paris ausgetragen und hatten 938 Teilnehmer aus 64 Ländern.

## Weltrekorde
Folgende Weltrekorde wurden in diesem Turnier aufgestellt:
- Drew Brads in der Disziplin Pyraminx; 2,04 Sekunden (Durchschnitt)
- Feliks Zemdegs in der Disziplin 5×5×5; 38,52 Sekunden (Einzelergebnis)
- Feliks Zemdegs in der Disziplin 5×5×5; 46,24 Sekunden (Durchschnitt)
- Feliks Zemdegs in der Disziplin 6×6×6; 1 Minute 20,03 Sekunden (Einzelergebnis)
- Feliks Zemdegs in der Disziplin 6×6×6; 1 Minute 27,79 Sekunden (Durchschnitt)
- Feliks Zemdegs in der Disziplin 7×7×7; 2 Minuten 06,73 Sekunden (Einzelergebnis)
- Feliks Zemdegs in der Disziplin 7×7×7; 2 Minuten 15,07 Sekunden (Durchschnitt)
- Max Park 3×3×3 einhändig; 10,31 Sekunden (Durchschnitt)

## Ergebnisse
Im Folgenden sind die ersten drei Plätze in den jeweiligen Disziplinen aufgelistet (Das entscheidende Ergebnis ist fett hervorgehoben):

### 3×3×3
| Platz | Teilnehmer      | Durchschnittszeit in Sekunden | Zeiten aller Lösungsversuche in Sekunden | Zeiten aller Lösungsversuche in Sekunden | Zeiten aller Lösungsversuche in Sekunden | Zeiten aller Lösungsversuche in Sekunden | Zeiten aller Lösungsversuche in Sekunden |
| ----- | --------------- | ----------------------------- | ---------------------------------------- | ---------------------------------------- | ---------------------------------------- | ---------------------------------------- | ---------------------------------------- |
| 1.    | Max Park        | 6,85                          | 5,87                                     | 7,17                                     | 7,39                                     | 6,00                                     | 7,76                                     |
| 2.    | Seung Hyuk Nahm | 7,02                          | DNF                                      | 6,96                                     | 6,40                                     | 7,58                                     | 6,52                                     |
| 3.    | Lucas Etter     | 7,24                          | 6,57                                     | 6,23                                     | 7,60                                     | 7,61                                     | 7,56                                     |

### 2×2×2
| Platz | Teilnehmer        | Durchschnittszeit in Sekunden | Zeiten aller Lösungsversuche Sekunden | Zeiten aller Lösungsversuche Sekunden | Zeiten aller Lösungsversuche Sekunden | Zeiten aller Lösungsversuche Sekunden | Zeiten aller Lösungsversuche Sekunden |
| ----- | ----------------- | ----------------------------- | ------------------------------------- | ------------------------------------- | ------------------------------------- | ------------------------------------- | ------------------------------------- |
| 1.    | Antonie Paterakis | 1,72                          | 1,26                                  | 1,75                                  | 1,50                                  | 2,22                                  | 1,90                                  |
| 2.    | Christopher Olson | 1,77                          | 1,95                                  | 1,81                                  | 1,81                                  | 1,68                                  | 1,70                                  |
| 3.    | Jan Zych          | 1,85                          | 1,65                                  | 1,79                                  | 1,53                                  | 2,21                                  | 2,12                                  |

### 4×4×4
| Platz | Teilnehmer       | Durchschnittszeit in Sekunden | Zeiten aller Lösungsversuche in Sekunden | Zeiten aller Lösungsversuche in Sekunden | Zeiten aller Lösungsversuche in Sekunden | Zeiten aller Lösungsversuche in Sekunden | Zeiten aller Lösungsversuche in Sekunden |
| ----- | ---------------- | ----------------------------- | ---------------------------------------- | ---------------------------------------- | ---------------------------------------- | ---------------------------------------- | ---------------------------------------- |
| 1.    | Sebastian Weyers | 24,15                         | 24,06                                    | 27,79                                    | 19,79                                    | 20,61                                    | DNF                                      |
| 2.    | Bill Wang        | 24,91                         | 24,85                                    | 24,45                                    | 20,69                                    | 25,43                                    | 30,03                                    |
| 3.    | Feliks Zemdegs   | 25,04                         | 25,55                                    | 22,65                                    | 21,47                                    | 28,63                                    | 26,93                                    |

### 5×5×5
| Platz | Teilnehmer      | Durchschnittszeit in Sekunden | Zeiten aller Lösungsversuche in Sekunden | Zeiten aller Lösungsversuche in Sekunden | Zeiten aller Lösungsversuche in Sekunden | Zeiten aller Lösungsversuche in Sekunden | Zeiten aller Lösungsversuche in Sekunden |
| ----- | --------------- | ----------------------------- | ---------------------------------------- | ---------------------------------------- | ---------------------------------------- | ---------------------------------------- | ---------------------------------------- |
| 1.    | Feliks Zemdegs  | 48,48                         | 49,35                                    | 43,70                                    | 47,00                                    | 49,10                                    | 56,00                                    |
| 2.    | Seung Hyuk Nahm | 49,51                         | 50,98                                    | 50,33                                    | 57,76                                    | 47,22                                    | 45,54                                    |
| 3.    | Max Park        | 49,82                         | 49,84                                    | 50,66                                    | 54,29                                    | 42,63                                    | 48,97                                    |

### 6×6×6
| Platz | Teilnehmer     | Durchschnittszeit in Minuten:Sekunden | Zeiten aller Lösungsversuche in Minuten:Sekunden | Zeiten aller Lösungsversuche in Minuten:Sekunden | Zeiten aller Lösungsversuche in Minuten:Sekunden |
| ----- | -------------- | ------------------------------------- | ------------------------------------------------ | ------------------------------------------------ | ------------------------------------------------ |
| 1.    | Kevin Hays     | 1:35,34                               | 1:32,00                                          | 1:36,27                                          | 1:37,75                                          |
| 2.    | Feliks Zemdegs | 1:36,45                               | 1:32,49                                          | 1:32,98                                          | 1:43,89                                          |
| 3.    | Max Park       | 1:43,62                               | 1:42,67                                          | 1:47,42                                          | 1:40,76                                          |

### 7×7×7
| Platz | Teilnehmer     | Durchschnittszeit in Minuten:Sekunden | Zeiten aller Lösungsversuche in Minuten:Sekunden | Zeiten aller Lösungsversuche in Minuten:Sekunden | Zeiten aller Lösungsversuche in Minuten:Sekunden |
| ----- | -------------- | ------------------------------------- | ------------------------------------------------ | ------------------------------------------------ | ------------------------------------------------ |
| 1.    | Feliks Zemdegs | 2:21,60                               | 2:28,01                                          | 2:19,32                                          | 2:17,46                                          |
| 2.    | Kevin Hays     | 2:25,83                               | 2:28,18                                          | 2:21,55                                          | 2:27,76                                          |
| 3.    | Lucas Wesche   | 2:33,99                               | 2:36,96                                          | 2:27,90                                          | 2:37,11                                          |

### 3×3×3Blind
| Platz | Teilnehmer       | Durchschnittszeit in Sekunden | Zeiten aller Lösungsversuche in Sekunden | Zeiten aller Lösungsversuche in Sekunden | Zeiten aller Lösungsversuche in Sekunden |
| ----- | ---------------- | ----------------------------- | ---------------------------------------- | ---------------------------------------- | ---------------------------------------- |
| 1.    | Grzegorz Jałocha | DNF                           | 29,40                                    | 24,86                                    | DNF                                      |
| 2.    | Ishaan Agrawal   | 25,80                         | 25,78                                    | 25,19                                    | 26,42                                    |
| 3.    | Marcin Kowalczyk | 26,20                         | 26,56                                    | 25,34                                    | 26,70                                    |

### 3×3×3Fewest Moves
| Platz | Teilnehmer        | Durchschnitt | Ergebnisse | Ergebnisse | Ergebnisse |
| ----- | ----------------- | ------------ | ---------- | ---------- | ---------- |
| 1.    | Marcel Peters     | 26,33        | 25         | 27         | 27         |
| 2.    | Sebastiano Tronto | 27,33        | 31         | 25         | 26         |
| 3.    | Mats Valk         | 27,33        | 28         | 28         | 26         |

### 3×3×3 einhändig
| Platz | Teilnehmer         | Durchschnittszeit in Sekunden | Zeiten aller Lösungsversuche in Sekunden | Zeiten aller Lösungsversuche in Sekunden | Zeiten aller Lösungsversuche in Sekunden | Zeiten aller Lösungsversuche in Sekunden | Zeiten aller Lösungsversuche in Sekunden |
| ----- | ------------------ | ----------------------------- | ---------------------------------------- | ---------------------------------------- | ---------------------------------------- | ---------------------------------------- | ---------------------------------------- |
| 1.    | Max Park           | 10,31                         | 12,71                                    | 9,76                                     | 9,77                                     | 10,15                                    | 11,01                                    |
| 2.    | Feliks Zemdegs     | 11,81                         | 11,99                                    | 14,17                                    | 12,89                                    | 10,54                                    | 8,93                                     |
| 3.    | Daniel Rose-Levine | 12,30                         | 12,92                                    | 9,52                                     | 11,11                                    | 12,88                                    | 16,20                                    |

### Clock
| Platz | Teilnehmer     | Durchschnittszeit in Sekunden | Zeiten aller Lösungsversuche in Sekunden | Zeiten aller Lösungsversuche in Sekunden | Zeiten aller Lösungsversuche in Sekunden | Zeiten aller Lösungsversuche in Sekunden | Zeiten aller Lösungsversuche in Sekunden |
| ----- | -------------- | ----------------------------- | ---------------------------------------- | ---------------------------------------- | ---------------------------------------- | ---------------------------------------- | ---------------------------------------- |
| 1.    | Wojciech Knott | 6,31                          | 5,78                                     | 6,69                                     | 5,56                                     | 8,59                                     | 6,45                                     |
| 2.    | Evan Liu       | 6,83                          | 8,83                                     | 5,58                                     | 6,53                                     | 6,34                                     | 7,61                                     |
| 3.    | Nathaniel Berg | 7,23                          | 6,69                                     | 7,35                                     | 5,86                                     | 7,65                                     | 7,86                                     |

### Megaminx
| Platz | Teilnehmer          | Durchschnittszeit in Sekunden | Zeiten aller Lösungsversuche in Sekunden | Zeiten aller Lösungsversuche in Sekunden | Zeiten aller Lösungsversuche in Sekunden | Zeiten aller Lösungsversuche in Sekunden | Zeiten aller Lösungsversuche in Sekunden |
| ----- | ------------------- | ----------------------------- | ---------------------------------------- | ---------------------------------------- | ---------------------------------------- | ---------------------------------------- | ---------------------------------------- |
| 1.    | Juan Pablo Huanqui  | 38,14                         | 40,31                                    | 40,18                                    | 34,75                                    | 35,89                                    | 38,35                                    |
| 2.    | Feliks Zemdegs      | 43,57                         | 40,26                                    | 49,43                                    | 41,13                                    | 46,26                                    | 43,31                                    |
| 3.    | Oscar Roth Andersen | 47,22                         | 49,30                                    | 46,29                                    | 52,62                                    | 46,08                                    | 45,10                                    |

### Pyraminx
| Platz | Teilnehmer | Durchschnittszeit in Sekunden | Zeiten aller Lösungsversuche in Sekunden | Zeiten aller Lösungsversuche in Sekunden | Zeiten aller Lösungsversuche in Sekunden | Zeiten aller Lösungsversuche in Sekunden | Zeiten aller Lösungsversuche in Sekunden |
| ----- | ---------- | ----------------------------- | ---------------------------------------- | ---------------------------------------- | ---------------------------------------- | ---------------------------------------- | ---------------------------------------- |
| 1.    | Drew Brads | 2,04                          | 1,52                                     | 1,70                                     | 2,26                                     | 3,21                                     | 2,17                                     |
| 2.    | Yulun Wu   | 2,62                          | 2,08                                     | 1,61                                     | 2,86                                     | 2,92                                     | 2,91                                     |
| 3.    | Aniket Das | 2,91                          | 1,94                                     | 2,11                                     | 3,43                                     | 3,24                                     | 3,38                                     |

### Skewb
| Platz | Teilnehmer      | Durchschnittszeit in Sekunden | Zeiten aller Lösungsversuche in Sekunden | Zeiten aller Lösungsversuche in Sekunden | Zeiten aller Lösungsversuche in Sekunden | Zeiten aller Lösungsversuche in Sekunden | Zeiten aller Lösungsversuche in Sekunden |
| ----- | --------------- | ----------------------------- | ---------------------------------------- | ---------------------------------------- | ---------------------------------------- | ---------------------------------------- | ---------------------------------------- |
| 1.    | Łukasz Burliga  | 2,86                          | 2,52                                     | 2,80                                     | 3,22                                     | 2,75                                     | 3,04                                     |
| 2.    | Michał Rzewuski | 3,01                          | 3,51                                     | 3,33                                     | 2,63                                     | 2,69                                     | 3,00                                     |
| 3.    | Maxence Baudry  | 3,38                          | 3,01                                     | 2,85                                     | 3,70                                     | 3,87                                     | 3,44                                     |

### Square-1
| Platz | Teilnehmer       | Durchschnittszeit in Sekunden | Zeiten aller Lösungsversuche in Sekunden | Zeiten aller Lösungsversuche in Sekunden | Zeiten aller Lösungsversuche in Sekunden | Zeiten aller Lösungsversuche in Sekunden | Zeiten aller Lösungsversuche in Sekunden |
| ----- | ---------------- | ----------------------------- | ---------------------------------------- | ---------------------------------------- | ---------------------------------------- | ---------------------------------------- | ---------------------------------------- |
| 1.    | Jayden McNeill   | 10,07                         | 7,47                                     | 9,99                                     | 11,60                                    | 10,93                                    | 9,30                                     |
| 2.    | Firstian Fushada | 10,16                         | 13,10                                    | 9,90                                     | 10,32                                    | 10,27                                    | 9,28                                     |
| 3.    | Daniel Karnaukh  | 10,37                         | 6,66                                     | 7,95                                     | 13,10                                    | 10,50                                    | 12,66                                    |

### 4×4×4 Blind
| Platz | Teilnehmer       | Zeiten aller Lösungsversuche in Minuten:Sekunden | Zeiten aller Lösungsversuche in Minuten:Sekunden | Zeiten aller Lösungsversuche in Minuten:Sekunden |
| ----- | ---------------- | ------------------------------------------------ | ------------------------------------------------ | ------------------------------------------------ |
| 1.    | Bill Wang        | 2:09,94                                          | DNF                                              | DNF                                              |
| 2.    | Roman Strakhov   | 2:20,75                                          | DNF                                              | DNF                                              |
| 3.    | William Phommaha | DNF                                              | 3:11,73                                          | 2:45,28                                          |

### 5×5×5 Blind
| Platz | Teilnehmer     | Zeiten aller Lösungsversuche in Minuten:Sekunden | Zeiten aller Lösungsversuche in Minuten:Sekunden | Zeiten aller Lösungsversuche in Minuten:Sekunden |
| ----- | -------------- | ------------------------------------------------ | ------------------------------------------------ | ------------------------------------------------ |
| 1.    | Tom Nelson     | DNF                                              | 5:43,86                                          | DNF                                              |
| 2.    | Oliver Frost   | DNF                                              | 7:20,07                                          | 5:47,95                                          |
| 3.    | Roman Strakhov | 5:52,57                                          | DNF                                              | DNF                                              |

### 3×3×3 Multi-Blind
| Platz | Teilnehmer       | Ergebnisse (Zeit in Stunden:Minuten:Sekunden) | Ergebnisse (Zeit in Stunden:Minuten:Sekunden) | Ergebnisse (Zeit in Stunden:Minuten:Sekunden) |
| ----- | ---------------- | --------------------------------------------- | --------------------------------------------- | --------------------------------------------- |
| 1.    | Shivam Bansal    | 37/42 1:00:00                                 | 4/4 5:51                                      | 37/40 59:12                                   |
| 2.    | Marcin Kowalczyk | 31/46 1:00:02                                 | 40/46 59:27                                   | 30/46 59:39                                   |
| 3.    | Kamil Przybylski | 35/37 57:19                                   | 37/42 59:23                                   | 37/42 59:29                                   |

### 3×3×3 mit Füßen
| Platz | Teilnehmer     | Durchschnittszeit in Sekunden | Zeiten aller Lösungsversuche in Sekunden | Zeiten aller Lösungsversuche in Sekunden | Zeiten aller Lösungsversuche in Sekunden |
| ----- | -------------- | ----------------------------- | ---------------------------------------- | ---------------------------------------- | ---------------------------------------- |
| 1.    | Jakub Kipa     | 30,69                         | 33,94                                    | 27,48                                    | 30,66                                    |
| 2.    | Wojciech Knott | 34,81                         | 30,23                                    | 37,63                                    | 36,57                                    |
| 3.    | Henri Gerber   | 39,06                         | 34,34                                    | 39,19                                    | 43,66                                    |